# ФК Коламбус кру
Коламбус кру (енгл. Columbus Crew) је амерички фудбалски клуб из истоименог града у држави Охајо. Наступа у Источној конференцији МЛС лиге. 